# Synthetic Generation
Synthetic Generation to debiutancki album szwedzkiej grupy Deathstars.

## Lista utworów
1. "Semi-Automatic" – 4:17
2. "Synthetic Generation" – 3:28
3. "New Dead Nation" – 3:39
4. "Syndrome" – 3:10
5. "Modern Death" – 3:57
6. "Little Angel" – 4:11
7. "The Revolution Exodus" – 4:00
8. "Damn Me" – 3:33
9. "The Rape of Virtue" – 3:54
10. "Genocide" – 3:39
11. "No Light to Shun" – 3:24
12. "White Wedding" (Na Limited Edition)
13. "Our God, the Drugs" (Na Limited Edition)
14. "Synthetic Generation (Teledysk)" (Na Limited Edition)
15. "Syndrome (Teledysk)" (Na Limited Edition)

## Twórcy
- Andreas "Whiplasher Bernadotte" Bergh - wokal
- Erik "Beast X Electric" Halvorsen - gitara elektryczna
- Emil "Nightmare Industries" Nödtveidt - gitara elektryczna
- Jonas Kangur - sesyjnie gitara basowa
- Ole "Bone W Machine" Öhman - perkusja

## Listy sprzedaży
| Lista  | Kraj    | Pozycja |
| ------ | ------- | ------- |
| Top 60 | Szwecja | 48      |